# Jörg Schneider (Bauingenieur)

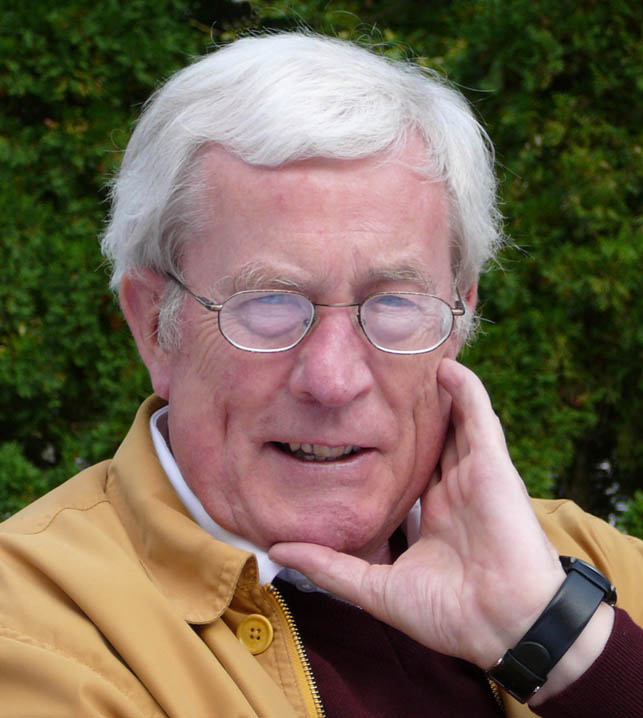
Jörg Schneider (2006)

Jörg Schneider (* 26. Mai 1934 in Köln) ist ein deutscher Bauingenieur und ein emeritierter Professor der Eidgenössischen Technischen Hochschule Zürich.

## Biografie
Nach dem Abitur 1954 in Stuttgart studierte Schneider in Freiburg im Breisgau Mathematik und Physik. 1955 wechselte er an die ETH Zürich, wo er Bauingenieurwesen studierte und 1958 mit dem Diplom abschloss. Danach war er Assistent an der ETH bei Professor Karl Hofacker. Ab 1963 arbeitete er in der Entwicklungsabteilung der Firma Stahlton AG in Zürich, wo er sich mit Herstellung und Vorspannung von Betonfertigteilen befasste. Im Jahr 1967 wurde er als ausserordentlicher Professor für Baustatik, Stahlbeton und Brückenbau an der Abteilung für Kulturtechnik und Vermessung der ETH Zürich gewählt und 1971 zum ordentlichen Professor für Baustatik und Konstruktion. Nach 33 Jahren folgte 1999 die Emeritierung. Die Abschiedsvorlesung hielt er zum Thema Fragen hinterfragen – Antworten verantworten.
Er befasste sich insbesondere mit Sicherheit und Zuverlässigkeit im Bauwesen und später auch mit der Sicherheit im Betrieb von AlpTransit, den langen, die Alpen querenden Eisenbahntunnel Gotthard und Lötschberg. Nach seiner Emeritierung gründete er mit Ehrfried Kölz, Marcel Bürge und Hans Stampfli in Aarau das Ingenieurbüro Risk&Safety AG.
Schneider war Mitglied verschiedener Normenkommissionen des Schweizerischen Ingenieur- und Architektenvereins (SIA) und 1993 bis 1999 Vorsitzender der Expertengruppe Sicherheit von AlpTransit.
Von 1975 bis 1998 war er Mitglied des Executive Committee der International Association for Bridge and Structural Engineering (IABSE) und 1993 bis 2001 einer von dessen Vizepräsidenten sowie ab 2002 Ehrenmitglied. Von 1979 bis 2001 war er Mitglied des Joint Committee on Structural Safety (JCSS) und fünf Jahre dessen Präsident. 1998 wurde er zum Ehrendoktor der Universität für Bodenkultur in Wien gewählt.
1991 wurde er zum Einzelmitglied der Schweizerischen Akademie der Technischen Wissenschaften ernannt.

## Schriften (Auswahl)
- Überlegungen zu einem konkreten Sicherheitsbegriff für die Bemessung von Bauwerken, Institut für Baustatik und Konstruktion. ETH Zürich 1971.
- Grundsätzliches zum Sicherheitsbegriff sowie Elemente einer Sicherheitsnorm für Tragwerke. In: Bericht des Instituts für Baustatik. Nr. 51, ETH Zürich 1974.
- mit Miroslav Matousek: Untersuchungen zur Struktur des Sicherheitsproblems bei Bauwerken. ETH Zürich 1976.
- mit Miroslav Matousek: Gewährleistung der Sicherheit von Bauwerken. Ein alle Bereiche des Bauprozesses erfassendes Konzept. ETH Zürich 1983.
- Stahlbetonbau. ETH Zürich 1982 - Korrigierter Nachdruck 1990, 1994.
- Baustatik. ETH Zürich 1981 - Korrigierter Nachdruck 1988, 1992.
- Holzbau. ETH Zürich 1982 - Korrigierter Nachdruck 1985, 1993.
- Ergänzungen zu Baustatik und Konstruktion. ETH Zürich 1983 - Korrigierter Nachdruck 1995.
- mit Hanspeter Schlatter: Sicherheit und Zuverlässigkeit im Bauwesen. Grundwissen für Ingenieure. www.Tredition.de, 3. Auflage 2022.
- mit Ton Vrouwenvelder: Introduction to safety and reliability of structures. IABSE, 3. Auflage Zürich 2017.